# Joke J. Hermsen
Joke Johannetta Hermsen (Middenmeer, 29 juli 1961) is een Nederlandse schrijfster en filosofe.

## Biografie
Hermsen studeerde literatuur en filosofie in Amsterdam en Parijs. In 1993 promoveerde ze aan de Universiteit Utrecht op een proefschrift over Lou Andreas-Salomé, Belle van Zuylen en Ingeborg Bachmann. Ze deed ook onderzoek naar het gedachtegoed van Hannah Arendt, Simone Weil en Emmanuel Levinas.
In 1998 debuteerde Hermsen met de roman Het dameoffer. In 2001 publiceerde ze Tweeduister, een historische roman die zich afspeelt tijdens het interbellum en onder meer T.S. Eliot en Virginia Woolf ten tonele voert. Deze roman werd ook in het Duits vertaald en in 2003 gepubliceerd als Die Gärten von Bloomsbury. De doorbraak bij een groter lezerspubliek kwam er in 2004 met de roman De profielschets, een satire op academisch filosofische kringen. Hermsen schrijft ook essays over kunst, literatuur en filosofie. De essaybundel Heimwee naar de mens uit 2003 bevat ook haar in 1999 met de Jan Hanlo Essayprijs bekroonde essay over schoonheid. Het boek kwam op de shortlist voor het beste filosofische boek van het jaar 2004.
In februari 2008 verscheen De liefde dus, een roman over de 18e-eeuwse schrijfster en filosofe Belle van Zuylen. Dit werk werd genomineerd voor de longlist van de Libris Literatuur Prijs en bekroond met de Halewijnprijs. 
Eind 2009 verscheen haar essaybundel Stil de tijd, pleidooi voor een langzame toekomst dat binnen enkele maanden menige herdruk beleefde. In 2011 werd het bekroond met de Jan Hanlo Essayprijs en in 2012 werd de inleiding opgenomen in het centraal examen van het eindexamen Nederlands van het voorbereidend wetenschappelijk onderwijs. Naar aanleiding van een groot aantal klachten van leerlingen bij het Landelijk Aktie Komitee Scholieren over deze tekst verklaarde Hermsen tegenover de NOS dat ook zij het niet eens was met de antwoorden op sommige vragen die over de tekst werden gesteld.
In 2010 verscheen haar essay Windstilte van de ziel, in 2012 gevolgd door haar roman Blindgangers. Hierin behandelt ze thema's als technostress, nihilisme en vechtscheidingen. In 2014 verscheen de essaybundel Kairos. Een nieuwe bevlogenheid, dat op de shortlist voor beste filosofische boek van het jaar belandde. Voor de Maand van de Filosofie in 2017 schrijft zij het essay Melancholie in tijden van onrust, dat inmiddels ook in het Spaans is vertaald. Daarna verscheen de roman Rivieren keren nooit terug in 2018 en Het tij keren met Rosa Luxemburg en Hannah Arendt in 2019, dat in korte tijd 8 herdrukken kende en in diverse talen is vertaald en onder meer door Yale University Press in Amerika wordt uitgegeven. Eind 2020 publiceerde zij een selectie van haar beste essays over kunst en literatuur: Ogenblik & eeuwigheid. Meer tijd voor de kunst.
Hermsen was naast schrijfster ook mentor bij Kunstenaars & Co, bestuurslid van de Internationale Vereniging van Vrouwelijke Filosofen, commissielid van Arti et Amicitiae en was mede-oprichter van MHT9, een tijdelijk podium voor tentoonstellingen en literaire voordrachten in Amsterdam. Samen met Jaap de Jonge maakt zij documentaires over literair-filosofische onderwerpen. De animatiefilm Elke mening telt. Telt elke mening? werd bekroond met de Martin van Amerongen Publieksprijs 2008. De Jonge maakte tevens twee korte documentaires over De liefde dus, Stil de tijd en Blindgangers. Hermsen houdt regelmatig lezingen over literatuur, filosofie en maatschappelijke kwesties. Vanaf 2017 is zij ook diverse keren als curator van beeldende kunst opgetreden, onder andere in het kasteel van Gaasbeek nabij Brussel met de tentoonstelling Kairos. De kunst van het juiste ogenblik.

## Citaat uit haar werk
Het is zaak om je niet op te winden als je afhankelijk bent van anderen en dus heeft Charles Jean-Samuel d'Apples zich zonder veel ophef te maken geschikt in zijn lot van bewoner van de krapste eenpersoonshut, met nauwelijks ruimte voor zijn bagage of voor een behoorlijke tafel om aan te lezen. Hij heeft geen keus en geduld om te wachten op een volgend schip heeft hij ook niet. Urenlang heeft hij en met hem twee andere passagiers, moeten wachten tot de Franse driemaster, Semper Mare Navigandum gedoopt, was volgeladen met vracht die voornamelijk uit wapens, wijn, likeuren en stoffen bestaat. Toen eindelijk alles aan boord geheven was, de loopplank was ingehaald en de trossen waren losgegooid, kwam de douane langszij en werden ze nog ruim een uur door de havencontroleurs opgehouden, die maar moeilijk bleven doen over de papieren.
— Joke J. Hermsen: De liefde dus. Roman, Uitgeverij de Arbeiderspers, Amsterdam Antwerpen, derde druk 2009, p. 35. (Historische roman over Belle van Zuylen in de jaren 1785-1786.)